# Гурзуфское Седло (святилище)
Святи́лище «Гурзу́фское Седло́» — древнее святилище открытого типа в Крымских горах у перевала Гурзуфское Седло времён античной эпохи.

## Открытие
Святилище было обнаружено в 1981 году в результате строительства газопровода Ялта—Алушта, траншея которого перерезала культурный слой на протяжении 50 метров. Случайные находки были обнаружены местными лесниками. Разведочные работы в 1981—1982 годах определили стратиграфию памятника, выявили первые артефакты и были представлены свидетельства существования святилища в античную эпоху и христианских культовых сооружений — в средние века. С 1983 года экспедицией Ялтинского государственного объединённого историко-литературного музея начались систематические полевые работы по исследованию памятника. За одиннадцать сезонов была изучена основная часть территории на площади 2400 м2. В результате была дана характеристика основных групп вотивного инвентаря, определены абсолютная хронология памятника и элементы обрядности в сопоставлении их с известными обрядами в культовых сооружениях античной и варварской культур.

## Описание
Святилище находится на высоте 1434 м над уровнем моря и представляет собой площадку, окруженную рядами высеченных в скале неглубоких ямок. В центре её горел костер, на котором сжигалось приносимое в жертву богам мясо животных. В результате чего скала во многих местах прокалилась до красного цвета. Культурный слой толщиной от трёх до 20 см обнаружен на площади около 3 тыс. м2. Обнаруженные предметы римского снаряжения поступали в святилище в разное время и находились в различных культурных слоях, перемешанные с другими пожертвованными вотивными предметами. Такая разрозненность предметов в святилище была связана с особенностью формирования культурного слоя. Ритуалы совершались на одном и том же участке, что приводило к постоянному разрушению предыдущих напластований и, находившиеся в них вещи, перемещались, не образуя (за редким исключением) чётко локализованных хронологических комплексов, а многие предметы даже намеренно повреждались. Поэтому выделение хронологических групп выявленных артефактов  эллинистического и римского времени выполнено сравнительно-типологическим методом.
В святилище приносили разнообразные, часто драгоценные жертвоприношения. Найдены сотни монет, в том числе золотые: херсонесские, римских императоров Тиберия и Нерона, боспорских царей Асандра, Динамии, Аспурга, Митридата VIII. Обнаружены серебряные и бронзовые статуэтки древнегреческих богов Зевса, Посейдона, Гермеса, Артемиды, Тюхе. Застежка от шкатулки сделана в виде скульптурки Афродиты. Серебряная голова пантеры украшала мебель. Изделия из серебра: браслет в виде змеи и фигурка птицы. Среди золотых изделий: кольцо-печатка с изображением змеи, перстень, на гранатовой вставке которого вырезана бабочка, ещё один перстень со стеклянной вставкой, фибула, украшенная гранатом. Среди находок особенно выделяются следующие группы вещей: римское военное снаряжение (наступательное, оборонительное, детали военного костюма, амуниции, предметы культовой военной атрибутики), посуда (стеклянная и металлическая), бронзовые и железные медицинские и хирургические инструменты италийского производства и тубусы для их хранения, монеты, ювелирные изделия. Остеологические материалы показали видовой состав животных, приносимых в жертву: крупный и мелкий рогатый скот, свиньи, лошади. Памятник датируется периодом с VII века до н. э. и до конца поздней античности — VI веком.